# Liste der Kulturdenkmale in Böklund
In der Liste der Kulturdenkmale in Böklund sind alle Kulturdenkmale der schleswig-holsteinischen Gemeinde Böklund (Kreis Schleswig-Flensburg) und ihrer Ortsteile aufgelistet (Stand: 14. April 2025).

## Legende
In den Spalten befinden sich folgende Informationen:
- Objekt-ID: die Nummer des Kulturdenkmales
- Lage: die Adresse des Kulturdenkmales und die geographischen Koordinaten. Kartenansicht, um Koordinaten zu setzen. In der Kartenansicht sind Kulturdenkmale ohne Koordinaten mit einem roten Marker dargestellt und können in der Karte gesetzt werden. Kulturdenkmale ohne Bild sind mit einem blauen Marker gekennzeichnet, Kulturdenkmale mit Bild mit einem grünen Marker.
- Offizielle Bezeichnung: Bezeichnung des Kulturdenkmales
- Beschreibung: die Beschreibung des Kulturdenkmales
- Bild: ein Bild des Kulturdenkmales

## Sachgesamtheiten
| Objekt-ID | Lage                          | Offizielle Bezeichnung | Beschreibung | Bild                             |
| --------- | ----------------------------- | ---------------------- | --- | -------------------------------- |
| 40905     | (54° 36′ 16″ N, 9° 35′ 21″ O) | Kirche Fahrenstedt     | Aktualisierung vorgesehen - Begründung: geschichtlich, künstlerisch, städtebaulich, Kulturlandschaft prägend - Schutzumfang: Kirche mit Ausstattung, Glockenhaus, Kirchhof, Grabmale bis 1870, Feldsteinwall bzw. -böschungsmauer | weitere Fotos \| Fotos hochladen |

## Bauliche Anlagen
| Objekt-ID     | Lage                                         | Offizielle Bezeichnung      | Beschreibung | Bild                             |
| ------------- | -------------------------------------------- | --------------------------- | --- | -------------------------------- |
| 2406 Wikidata | Kirchweg (54° 36′ 16″ N, 9° 35′ 21″ O)       | Kirche                      | Die Kirche geht auf einen Bau aus der Zeit Anfang des 13. Jahrhunderts zurück. Im Laufe der Zeit wurde die Kirche stark verändert, so wurde die Kirche im Jahre 1623 und 1787 erweitert. Im Inneren befindet sich ein Altar aus dem Jahr 1607. Zur Kirche gehört auch ein freistehender hölzerner Glockenturm (Glockenstapel). Alteintragung (Aktualisierung vorgesehen) - Begründung: geschichtlich, künstlerisch, städtebaulich - Schutzumfang: Kirche mit Ausstattung, Glockenhaus - Denkmaltyp: Bauliche Anlage, Sachgesamtheit: Kirche Fahrenstedt | weitere Fotos \| Fotos hochladen |
| 103 Wikidata  | Schulstraße 19 (54° 36′ 24″ N, 9° 35′ 44″ O) | Gut Fahrenstedt: Herrenhaus | Alteintragung (Aktualisierung vorgesehen) - Begründung: Alteintragung (Aktualisierung vorgesehen) - Schutzumfang: Alteintragung (Aktualisierung vorgesehen) - Denkmaltyp: Bauliche Anlage | weitere Fotos \| Fotos hochladen |
| 328 Wikidata  | Schulstraße 19 (54° 36′ 23″ N, 9° 35′ 44″ O) | Gut Fahrenstedt: Torhaus    | Alteintragung (Aktualisierung vorgesehen) - Begründung: Alteintragung (Aktualisierung vorgesehen) - Schutzumfang: Alteintragung (Aktualisierung vorgesehen) - Denkmaltyp: Bauliche Anlage | weitere Fotos \| Fotos hochladen |

## Gründenkmale
| Objekt-ID      | Lage                                         | Offizielle Bezeichnung | Beschreibung | Bild            |
| -------------- | -------------------------------------------- | ---------------------- | --- | --------------- |
| 13722 Wikidata | Kirchweg (54° 36′ 14″ N, 9° 35′ 19″ O)       | Kirchhof               | Alteintragung (Aktualisierung vorgesehen) - Begründung: geschichtlich, Kulturlandschaft prägend - Schutzumfang: Kirchhof, Grabmale bis 1870, Feldsteinwall bzw. -böschungsmauer - Denkmaltyp: Gründenkmal, Sachgesamtheit: Kirche Fahrenstedt                | Fotos hochladen |
| 45073          | Satruper Straße (54° 36′ 23″ N, 9° 35′ 2″ O) | Doppeleiche            | Doppeleiche; 1898; zum 50-jährigen Jubiläum der Schleswig-Holsteinischen Erhebung gepflanzt; mit Gedenkstein und Einfriedung - Begründung: geschichtlich, wissenschaftlich, städtebaulich - Schutzumfang: Doppeleiche, Gedenkstein - Denkmaltyp: Gründenkmal | Fotos hochladen |

## Quelle
- Liste der Kulturdenkmale in Schleswig-Holstein – Kreis Schleswig-Flensburg